# Anders Colsefni
Anders Colsefni, również Andy Rouw (ur. 15 kwietnia 1972 w Des Moines) – amerykański wokalista i muzyk.
Był pierwszym wokalistą zespołu Slipknot, z którym nagrał album demo Mate. Feed. Kill. Repeat., wydany w 1996 roku. Po jego wydaniu zespół zyskiwał coraz większą popularność i w końcu zwrócił uwagę ludzi z wytwórni Roadrunner Records oraz producenta Rossa Robinsona, którzy postanowili podjąć współpracę ze Slipknotem. Mieli jednak zastrzeżenia do wokalu Colsefniego, który uważali za zbyt warczący. W związku z tym latem 1997 roku muzycy Slipknota dyskutowali o pomyśle sprowadzenia Coreya Taylora z zespołu Stone Sour i w końcu go zrealizowali. Muzycy Slipknota poznali Taylora podczas wcześniejszej rywalizacji ze Stone Sour w konkursie Battle Of The Bands. Po sprowadzeniu go kazali mu nagrać ścieżki wokalne Colsefniego w lokalnym studiu w Des Moines – Colsefni był wówczas w odwiedzinach u krewnych w stanie Minnesota. Gdy wrócił, muzycy Slipknota poinformowali go o uczynieniu Taylora wokalistą zespołu (jest nim do dziś (stan na 2025 rok)) i jednocześnie zaproponowali mu śpiewanie w chórkach. Colsefni, choć ze sceptycyzmem, zgodził się, jednak po kilku koncertach w nowej roli postanowił odejść z zespołu, czego dokonał podczas koncertu Slipknota w grudniu 1997 roku.
Po odejściu ze Slipknota Colsefni założył nowy zespół, który nazwał Painface na cześć piosenki napisanej wspólnie z Shawnem Crahanem. Gdy zespół rozpadł się na początku XXI wieku, przewinął się przez kilka innych zespołów (m.in. Vice Grip Throttle), po czym w 2. dekadzie XXI wieku reaktywował Painface. Obecnie (stan na 2022 rok) występuje także w założonym wraz z synem Joshem zespole All That Crawls.